# Orode III
Orode III (... – attorno al 6 d.C.) è stato re dei Parti.

## Biografia
Fu eletto sovrano dai nobili dopo la morte di Fraate V (che regnò dal 2 a.C. circa al 4 d.C.).
Fu ucciso dopo poco la sua elezione.
Dopo la sua morte, il fratello di Fraate V, Vonone I, (che regnò  dall'8 circa al 12 d.C.) cercò di impossessarsi del trono, ma subito scoppiò una guerra civile tra lui e Artabano II (ca. 10–38 d.C.).